# Intelsat 25
Intelsat 25 (früher: Chinasat 8 und ProtoStar 1) ist der Name eines geostationären Telekommunikationssatelliten des Unternehmens Intelsat.

## Produktion für China
Ursprünglich wurde dieser Satellit im Jahre 1997 von der China Telecommunications Broadcast Satellite Corporation (Chinasat) bei Space Systems/Loral in Auftrag gegeben. Es handelte sich dabei um den leistungsstärksten Satelliten, den China bis dahin bestellt hatte. Als Bezeichnung war ChinaSat-8 (auch Zhongxing 8 oder ZX-8) vorgesehen.
Eine Exporterlaubnis, die das Handelsministerium im Februar 1998 erteilt hatte, wurde Ende 1998 jedoch vom Außenministerium widerrufen, so dass der Satellit nicht wie vorgesehen nach China geliefert und gestartet werden konnte.
Erst im Februar 2005 erreichten Loral und Chinasat eine vertragliche Einigung, wonach die juristischen Differenzen beigelegt wurden, und Loral für Chinasat Kapazitäten auf den Satelliten Telstar 10 und Telstar 18 bereitstellte. Chinasat verkaufte den Satelliten, der über mehrere Jahre hinweg bei Loral eingelagert war, im Jahr 2006 an die Firma ProtoStar. Ab Januar 2007 modifizierte Loral den Satelliten gemäß den Anforderungen von ProtoStar.

## Technische Daten
Der Satellit, der nun als ProtoStar 1 bezeichnet wurde, basiert auf dem Satellitenbus SS/L1300 von Space Systems/Loral. Er hat eine Masse von 4100 kg und verfügt über 22 Ku-Band-Transponder (16 in Betrieb, 6 in Reserve) mit je 125 Watt Leistung und 38 C-Band-Transponder (32 in Betrieb, 6 Reserve) mit je 37 Watt, wofür die beiden Solarzellenausleger eine Primärleistung von 11 kW liefern. ProtoStar 1 ist für eine Lebensdauer von 17 Jahren ausgelegt. Er ist 3,8 m hoch, 2,4 m breit und hat eine Spannweite von 31,1 m.

## Nationale Zulassung
Positionen und Frequenzen für geostationäre Satelliten werden von der Internationalen Fernmeldeunion (ITU) nur an Staaten vergeben, nicht an private Firmen. Aus diesem Grund musste sich ProtoStar um eine nationale Behörde bemühen, deren zugewiesene Position und Frequenzen zur Verfügung standen. Schließlich wurde diesbezüglich ein Vertrag mit Singapur geschlossen. Das Unternehmen Singapore Telecommunications (SingTel) sollte sowohl die Leitstelle des Satelliten bedienen als auch Kapazitäten mieten.
Schon vor dem Start hatten die Regierungen der Volksrepublik China und der Vereinigten Arabischen Emirate Bedenken geäußert, ProtoStar 1 könne ihre Satelliten stören. China befürchtete dabei vor allem Interferenzen während der Olympischen Spiele, die Vereinigten Arabischen Emirate eine mögliche Kollision mit dem Satelliten Thuraya 3.

## Betrieb bei ProtoStar
Der Start von ProtoStar 1 erfolgte am 7. Juli 2008 um 21:47 UTC vom Centre Spatial Guyanais zusammen mit dem arabischen Kommunikationssatelliten Badr 6. Der Satellit wurde auf 98,5° Ost stationiert. Die Ausleuchtzone war auf die Bedürfnisse des Fernsehsenders Agrani ausgerichtet. ProtoStar 1 versorgte so Indien und Südostasien mit mehr als 150 digitalen HDTV-Kanälen, Radio, Pay-Per-View-Kanälen sowie Breitband-Internet.
Wohl auf chinesischen Druck zog Singapur die Zuständigkeit für ProtoStar 1 zurück und erklärte sich nicht mehr für den Satelliten verantwortlich. Dies brachte die ITU zum ersten Mal in die Situation, dass ein Satellit keine nationale Behörde im Hintergrund hatte. Die ITU untersuchte einige Möglichkeiten: die USA als Land des Herstellers, das Vereinigte Königreich, weil ProtoStar seinen Sitz in dessen Überseegebiet Bermuda hatte, und Frankreich, weil der Start von französischem Hoheitsgebiet in Französisch-Guayana erfolgt war. ProtoStar erklärte, man habe eine nationale Behörde, könne sie aber derzeit nicht nennen. Es handelte sich dabei um Belarus, das über die internationale Organisation Intersputnik ebenfalls Rechte an dieser Orbitalposition hatte. Ein Vertrag zwischen ProtoStar und Intersputnik wurde am 5. September 2008 bekannt gegeben.
Bereits Ende 2008 zeichnete sich ab, dass ProtoStar 1 nicht so viel Umsatz brachte wie erhofft. Verschärft wurde die wirtschaftliche Situation dadurch, dass Agrani den Vertrag mit ProtoStar am 30. März 2009 kündigte, wobei ProtoStar die Wirksamkeit der Kündigung bestritt. Am 3. April 2009 zog Intersputnik die Sendegenehmigung für ProtoStar zurück, weil ProtoStar 1 Interferenzen erzeuge, was ebenfalls von ProtoStar bestritten wurde. ProtoStar war jedoch rechtlich gezwungen, den Sendebetrieb einzustellen.
Obwohl im Mai 2009 noch der Satellit ProtoStar 2 gestartet wurde, musste die Firma ProtoStar im Juni 2009 Konkurs anmelden. Die beiden Satelliten standen zur Versteigerung, woran sich an ProtoStar 1 elf Satellitenbetreiber interessiert zeigten. Bei der letzten Auktionsrunde am 29. Oktober 2009 waren noch Intelsat, Eutelsat, Echostar, MEASAT, SES und Thaicom beteiligt. Intelsat bekam für 210 Millionen US-Dollar schließlich den Zuschlag.

## Betrieb bei Intelsat
Intelsat benannte den Satelliten in Intelsat 25 um und positionierte ihn auf 31,5° West über dem Atlantischen Ozean. Von dort aus versorgt Intelsat 25 Afrika und Nordamerika. Er hat eine C-Band-Ausleuchtzone, die weite Teile Afrikas abdeckt und bis zur Ostküste Nordamerikas geht. Daneben existieren zwei Ku-Band-Beams, eine für den Zentralatlantik mit Marokko und Westsahara, sowie eine weitere, die offiziell große Teile Algeriens, Tunesiens, Malis und Burkina Fasos abdeckt, jedoch auch in Deutschland mit geringem Aufwand empfangen werden kann. Mit Stand Sommer 2015 werden nur ein paar wenige Programme aus Mali ausgestrahlt sowie Daten übertragen.